# Бузук, Марк Сергеевич
Марк Сергеевич Бузук (род. 9 июля 1968, Тула, РСФСР, СССР) — российский бизнесмен, менеджер.

## Биография
С середины 1990-х годов занимается проектами в горнодобывающей отрасли и металлургии в России и других странах.

### Образование
Окончил Факультет аэромеханики и летательной техники (ФАЛТ) Московского физико-технического института в 1991 году.

### Карьера
- 1995—1997 — работал в Trustconsult Group, член Совета директоров, вице-президент, первый вице-президент, и. о. президента.
- 1997—2002 — работал в Coalco, вице-президент, управляющий директор, член Совета директоров; в этот период (1996—2000): председатель совета директоров ОАО «Богословский алюминиевый завод», член советов директоров ОАО «Красноярский алюминиевый завод», ОАО «Кандалакшский алюминиевый завод», ОАО «Полевской криолитовый завод» и ОАО «Севуралбокситруда», ОАО «Красноярская ГЭС»
- 2000 — работал в СУАЛ-Холдинг, первый вице-президент, член Совета директоров.
- 2003—2010 — Investment Partner AG, генеральный директор; компания реализовала ряд собственных, а также совместные проекты с группой «Ренова», в том числе – участие в консорциуме United Manganese of Kalahari (UMK), которые провёл геологоразведку и построил первую очередь марганцевого рудника в пустыне Калахари (ЮАР); приобретение ферросплавного завода Transalloys в ЮАР; золотодобывающие активы на Камчатке, впоследствии объединённые в холдинг «Золото Камчатки»; Карабалтинский горнорудный комбинат (Кыргызстан) по производству уранового концентрата, а также урановые сырьевые активы в Намибии и Монголии.
- 2009—2010 — УК «Металлоинвест» — генеральный директор; в марте 2010 года покинул пост по собственному желанию, выполнив все поставленные задачи по выводу компании на докризисный уровень[2]

В 2010 году ГК «Ренова» сообщила о выкупе у инвестиционного фонда Berkley Investments Limited Partnership и ряда структур, близких к Марку Бузуку, долей в совместных горнодобывающих и металлургических бизнесах. Стороны поблагодарили друг друга за многолетнее сотрудничество
.
В апреле 2013 года золотодобывающая компания Highland Gold Mining Limited сообщила о приобретении 100% ЗАО «Базовые Металлы» — компании, которой принадлежат права на разведку и добычу золота в пределах лицензионной площади, включающей месторождение Кекура. Сумма сделки составила 212 миллионов долларов США. Ранее, в ноябре 2012 г., Марк Бузук подтверждал, что его структура получила «значительный пакет акций и опцион» в компании «Базовые Металлы» .